# Vámosszabadi
Vámosszabadi es un pueblo húngaro perteneciente al distrito de Győr en el condado de Győr-Moson-Sopron, con una población en 2013 de 1614 habitantes.
Fue fundado en 1950 mediante la unión de dos pueblos colindantes llamados "Győrszabadi" y "Alsóvámos". Se conoce la existencia de una localidad aquí desde 1268, cuando se menciona como Villa Vamus en un área cercana al Danubio por donde años antes habían pasado las tropas de Otakar I de Bohemia y Batú Kan. Sin embargo, el asentamiento medieval quedó deshabitado por la destrucción causada por las tropas turcas en 1594 y el área no volvió a estar habitada de forma estable hasta la segunda mitad del siglo XVII, cuando se fundaron los dos pueblos que en 1950 dieron lugar a la localidad actual.
Se ubica unos 10 km al norte de la capital condal Győr, sobre la carretera 14 que lleva a Dunajská Streda a través del puente transfronterizo de Medveďov.